# Stará Oleška

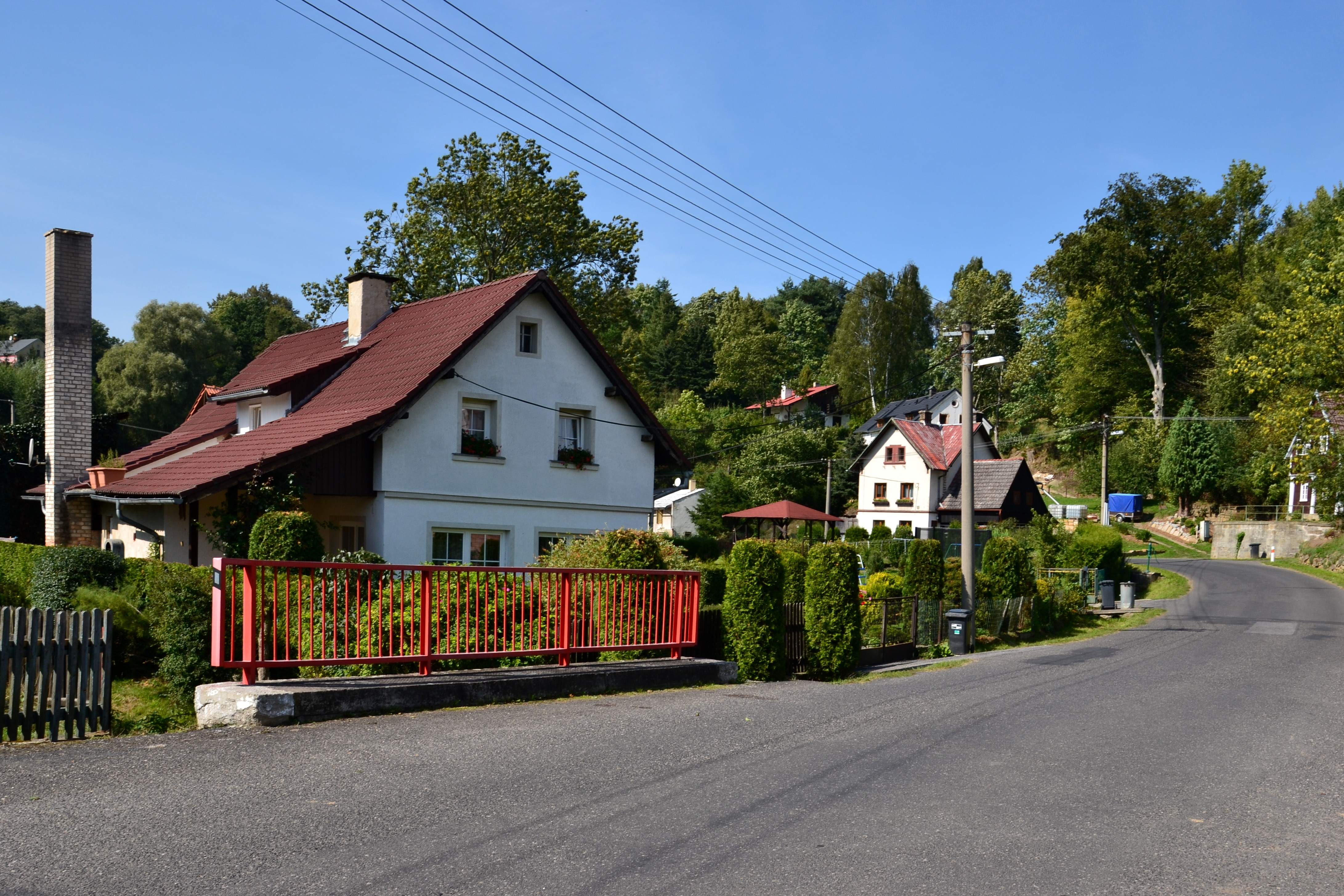
Dorfstraße in Stará Oleška

Stará Oleška (deutsch Alt Ohlisch) ist ein Ortsteil der Gemeinde Huntířov (deutsch Güntersdorf) im Okres Děčín der Tschechischen Republik.

## Geographische Lage
Stará Oleška befindet sich 8 Kilometer östlich von Děčín im Süden der Böhmischen Schweiz im Quellgebiet des Baches Olešnička. Östlich erheben sich der Svážný (416 m) und Jámy (Parlosaberg, 452 m), im Süden die Dobrná (Doberner Berg, 531 m), südwestlich der Sokolí vrch (Falkenberg, 516 m) sowie im Westen der Popovičský vrch (Poppenberg, 527 m).

## Geschichte
Die Gegend um Oleška war bereits vor fast 5000 Jahren besiedelt. Bereits vor dem Jahr 1000 sind hier dauerhafte Siedlungen entlang der Handelswege nachweisbar. Durch Oleška führte der alte Salzweg, an dem das Straßendorf entstand. Als Dorf wird es bereits zu Beginn des 14. Jahrhunderts erwähnt. Die überwiegende Mehrheit der damaligen Bevölkerung waren jedoch deutsche Kolonisten. Die erste schriftliche Erwähnung des Dorfes stammt aus dem Jahr 1380.
Ab 1938/39 lag Neu Alt Ohlisch als selbstständige Gemeinde im Reichsgau Sudetenland, Landkreis Tetschen, Regierungsbezirk Aussig. Hier lebten im Jahre 1940 436 Einwohner. Nach Ende des Zweiten Weltkrieges mussten die meisten deutschen Bewohner des Ortes diesen zwangsweise räumen und die Tschechoslowakei für immer verlassen.
Aufgrund der geringen Einwohnerzahl wurde der Ort 1960 zusammen mit Nova Oleška mit der Gemeinde Huntířov verbunden. 